# 제3회 제주국제장애인인권영화제
제3회 제주국제장애인인권영화제는 2002년 4월 6일에 열린 시상식이다.

## 수상 및 후보

### 상영작
- 장애인의 하루 - 이경미
- 팬지와 담쟁이 - 계운경
- 선영의 편지 - 문홍식
- 여름동화 - 고무밴드
- 동화 만들기 - 핫도그팀
- 느림 길 위에서 - 구은주
- 딸에게 보내는 아빠의 독백 - 강희철
- 아내의 모습 - 보이져
- 친구 - 나는 행복하다 2 - 류미례
- 도토리의 집 - 안노우 타카시
- 막차 - 꿈샘